# Francisco Humberto de Orleans-Braganza
Francisco Humberto (Petrópolis, 9 de diciembre de 1956) es un príncipe de Brasil, descendiente de la familia imperial brasileña, tataranieto de Pedro II de Brasil, último emperador de Brasil e hijo de Pedro Gastón. Este último pretendía recuperar sus derechos a la sucesión dinástica del extinto trono de Brasil, al que renunció su padre Pedro de Alcântara de Orleans-Braganza. Su abuelo paterno era hijo de la princesa Isabel, casado con una checa. Sus abuelos maternos son de la familia real española (su madre era tía del rey Juan Carlos de España).

## Familia
El príncipe François Humbert es el último de los seis hijos de Pedro Gastón de Orleans-Braganza (1913-2007), príncipe de Orleans-Braganza y pretendiente al trono imperial de Brasil, y su esposa María de la Esperanza de Borbón-Dos Sicilias y Orleans (1914-2005), Princesa de las Dos Sicilias.
Por parte de padre, François Humbert es primo hermano del príncipe Enrique de Orleans (1933-2019), conde de París y pretendiente orleanista al trono de Francia, así como del príncipe Eduardo Pío de Braganza (1945), duque de Braganza y pretendiente al trono Trono portugués. Por madre, es también primo hermano del rey Juan Carlos I de España (1938).
El 28 de enero de 1978, el príncipe se casó con Christina Schmidt Peçanha (1953), pero la pareja se divorció después de dos años. De este matrimonio nació un hijo:
- François Theodore, nacido el 25 de septiembre de 1979 en Petrópolis, casado en Petrópolis el 11 de enero de 2023 con Mathieu Nyssens, nacida el 3 de noviembre de 1976.

En 1980, François Humbert de Orléans-Braganza se casó por segunda vez con Rita de Cássia Pires (1961). De esta unión nacieron dos hijos:
- Gabriel Nicola-Frank, nacido el 13 de noviembre de 1989 en Petrópolis.

- Emmanuelle, nacida el 3 de agosto de 1997 en Petrópolis, casada en 2024 con Henry Grossi Kappaun (1992).

## Biografía
François Humbert, de Orléans-Braganza, economista de formación y exitoso hombre de negocios, es en particular director y propietario del periódico A Tribuna de Petropolis .
En 2008, en una entrevista con el periódico español Público, el príncipe Francisco se declaró republicano, al igual que su hermano mayor (todavía un posible pretendiente) y varios otros miembros de la rama de Petrópolis de la Casa de Orléans-Braganza.

## Título y decoraciones

### Título
- 9 de diciembre de 1956 — presente: Su Alteza Real el Príncipe Francisco Humberto de Orleans y Bragança

### Honores
- Empire du Brésil